# Rough Trade Records

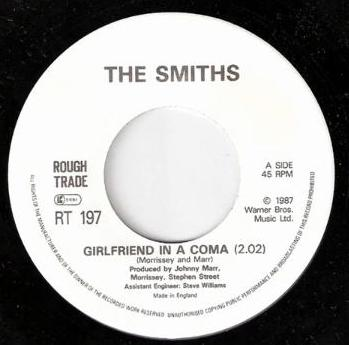
Girlfriend in a coma van The Smiths

Rough Trade is een onafhankelijk platenlabel opgericht in 1978 door Geoff Travis. In 1987 werd Jeanette Lee een gelijkwaardig partner en mede-eigenaar. Het label is een van de meest toonaangevende grotere onafhankelijke platenlabels uit Engeland met bekende artiesten als The Smiths, Arcade Fire, the Libertines, The Veils, The Strokes, Babyshambles en Belle & Sebastian in hun catalogus. Het label richt zich vooral op postpunk, indierock, noiserock en alternatieve rock.
In 2006 werd de 192-pagina geïllustreerde geschiedenis van Rough Trade, geschreven door Rob Young van The Wire gepubliceerd door Black Dog Publishing.